# Sonaimuri
Sonaimuri (en bengali : সোনাইমুড়ী) est une upazila du Bangladesh dans le district de Noakhali. En 2011, on y dénombrait 327 000 habitants.

## Administration
L'upazila de Sonaimuri est subdivisée en la municipalité de Sonaimuri et dix conseil ruraux (union parishad) : Ambarnagr, Amishapara, Bajra, Barogaon, Chashirhat, Deoti, Joyag, Nateshwar, Nodona et Sonapur. Eux-mêmes sont subdivisées en 133 mauzas et 148 villages.
La municipalité de Sonaimuri est subdivisée en 9 quartiers et 18 mahallas .